# شش‌قلوی سیفرت
شش‌قلوی سیفرت (انگلیسی: Seyfert's Sextet)، گروهی از کهکشان‌ها است که فاصله آن با زمین در حدود ۱۹۰ میلیون سال نوری بوده و در صورت فلکی مار واقع شده است. این گروه از کهکشان‌ها، در ظاهر شامل شش عضو است؛ اما در حقیقت یکی از کهکشان‌ها در پس‌زمینه واقع شده و یکی دیگر از کهکشان‌ها نیز قسمت جداشده کهکشانی دیگر است. برهم‌کنش کهکشانی بین این مجموعه، به مدت میلیون‌ها سال ادامه خواهد داشت. در نهایت این کهکشان‌ها پس از ادغام شدن به شکل یک کهکشان بیضوی غول پیکر تبدیل خواهند شد.

## کشف
این مجموعه، توسط کارل کینن سیفرت و با بهره گرفتن از تصاویر رصدخانه برنارد در دانشگاه وندربیلت کشف شد. در سال ۱۹۵۱ و در زمانی که این گروه از کهکشان‌ها کشف شدند، این مجموعه فشرده‌ترین مجموعه کهکشان‌هایی بود که تا آن موقع شناسایی شده بود.

## اعضا
| نام           | نوع          | فاصله از خورشید (سال نوری) | قدر ظاهری |
| ------------- | ------------ | -------------------------- | --------- |
| ان‌جی‌سی ۶۰۲۷   | S0 pec.      | ~۱۹۰                       | +۱۴٫۷     |
| ان‌جی‌سی ۶۰۲۷ای | Sa pec.      | ~۱۹۰                       | +۱۵٫۴     |
| ان‌جی‌سی ۶۰۲۷بی | S0 pec.      | ~۱۹۰                       | +۱۵٫۴     |
| ان‌جی‌سی ۶۰۲۷سی | SB(S)c       | ~۱۹۰                       | +۱۶       |
| ان‌جی‌سی ۶۰۲۷دی | SB(S)bc pec. | ~۸۷۷                       | +۱۵٫۶     |
| ان‌جی‌سی ۶۰۲۷ئی | SB0 pec.     | ~۱۹۰                       | +۱۶٫۵     |